# 로라 팔라나

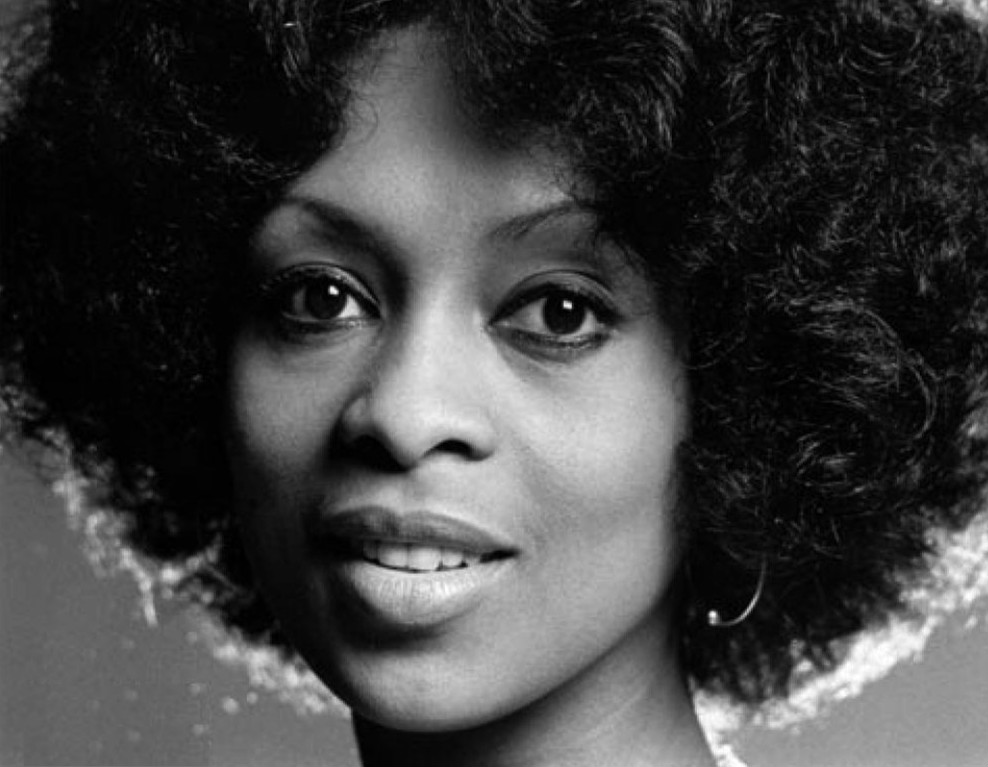

로라 팔라나(Lola Falana, 1942년 9월 11일 ~ )는 미국의 모델, 가수, 텔레비전 배우, 연극 배우, 영화배우, 댄서이다.
캠던에서 태어났다.

## 영화
- 러브 헌팅 (1989년)
- 사랑의 유람선 (1977년)
- 레이디 코코아 (1975년)
- 버닝 크로스 (1974년)
- 진정한 해방 (1970년)
- 애덤이라 불리는 남자 (1966년)